# Prosopocoilus maclellandi miyashitai
Prosopocoilus maclellandi miyashitai es una subespecie de coleóptero de la familia Lucanidae.

## Distribución geográfica
Habita en Vietnam.